# مكيف الطاقة
وهو مكيف القوة (المعروف أيضا باسم المكيف الخطي أو خط المكيف الكهربائي) هو جهاز يهدف إلى تحسين نوعية الطاقة التي يتم تسليمها إلى الأحمال الكهربائية والمعدات. والمصطلح غالبا ما يشير إلى الجهاز الذي يعمل في واحدة أو أكثر من الطرق لتقديم الجهد من المستوى المناسب والخصائص لتمكين تحميل المعدات لتعمل بالشكل الصحيح.و مكيف القوة يشار إليه ب الجهد المنظم على الأقل وظيفة أخرى لتحسين نوعية الطاقة (على سبيل المثال تصحيح عامل قوة، اخماد الضجيج، إلخ...)
المصطلح «تكييف الطاقة» و «مكيف القوة» قد يكون محيرا، مثل كلمة «القوة» هنا تشير إلى الكهرباء عموما.
المكيفات على وجه التحديد تعمل على تسهيل عملية الجيبية (Sinusoidal A C) وهو شكل موجي  يحفاظ على ثبات الجهد في كميات متفاوتة.

## أنواعه
وهو مكيف التيار المتردد (AC power conditioner) وهو مكيف القوة نموذجي مزود بعملية تنظيف طاقة AC للمعدات الكهربائيى الحساسة. عادة ما يستخدم هذا النوع  في المنزل أو المكتب ويوجد على شكل مخارج كهربائية (الأفياش) وفائدة هذا النوع انه محمي ويصفي الضوضاء.
خط مكيفات القوة وهي تتحكم بالقوة وتعديلها بناء على متطلبات الأجهزة التي يتم توصيلها.ويجب أن تكون صفاتها مشروطة ويتم قياسه مع مختلف الأجهزة مثل: وحدات قياسات المتجة. الجهد الحاد (Voltage spikes) هي الأكثر شيوعا خلال العواصف الكهربائية أو أعطال في خطوط الكهرباء الرئيسية.الحامي التصاعدي يوقف تدفق الكهرباء من الوصول إلى الجهاز قبل إيقاف تشغيل مصدر الطاقة.
المصطلح «قوة التكييف» من الصعب تحديده تاريخيا. ولكن مع التقدم في تكنولوجيا الطاقة والاعتراف به من قبل IEEE ، NEMA ، وغيرها من المنظمات المعنية بوضع المعايير، تم تطوير تعريف هندسيا له وقد تم تطوير، وقبول  وصفا دقيقا من هذا التعريف.
«تكييف الطاقة» هو القدرة على تصفية خط AC وإشارة مقدمة من قبل شركة الكهرباء.
«لائحة القوة» هو القدرة على أخذ إشارة من شركة الكهرباء المحلية، وتحويلها إلى إشارة DC   وسيتم تشغيلها عن طريق الذبذبات والذي يولد تردد موجي واحد (sine), يحددها احتياجات المنطقة.